# Carlo Cassola
Carlo Cassola (Roma, 17 marzo 1917 – Montecarlo, 29 gennaio 1987) è stato uno scrittore, saggista e partigiano italiano.
Si affaccia alla letteratura all'incirca all'inizio della seconda guerra mondiale, dopo la prosa d'arte, esperienza a lui estranea, accanto all'ermetismo. Dell'ermetismo accoglieva il gusto dell'essenzialità, della poesia come assoluto, anche nella prosa (al di fuori dunque del «resoconto», della psicologia, delle determinazioni ideologiche e culturali sentite come ingombranti rispetto alla pura intelligenza spirituale del vivere), che egli interpretava, nel campo narrativo suo proprio, come attenzione esclusiva all'esistenziale.

## Biografia

### Le origini familiari e la fanciullezza
Cassola nacque a Roma, nel quartiere Case Rosse, il 17 marzo 1917, ultimogenito dei cinque figli di Garzia Cassola (1869-1955), giornalista e traduttore originario di Borgo Val di Taro (in provincia di Parma) ma da molti anni trapiantato in Toscana (Grosseto), e di Maria Camilla Bianchi, originaria di Volterra (in provincia di Pisa). Il nonno paterno, Carlo, era un magistrato e fervente patriota italiano che aveva partecipato alle dieci giornate di Brescia ed era poi stato esule in Svizzera per sfuggire alle numerose condanne; a Risorgimento concluso era poi diventato presidente del tribunale di Volterra, dove si era sposato, già cinquantaduenne, con Rosa Belli. Così scriveva Carlo Cassola nel 1966 in una lettera indirizzata a Indro Montanelli
(a Montanelli, 8 febbraio 1966.)
Il padre, invece, era stato un militante socialista e redattore dell'Avanti!, al tempo sotto la direzione di Leonida Bissolati: «Mio padre era un uomo dell'800. Io lo ricordo così, e non credo di ricordarlo male. Non si rendeva conto che nel nostro secolo i problemi erano cambiati. Non si rendeva conto soprattutto che il nazionalismo avrebbe fatto solo del male e, nell'era atomica, un male irreparabile».
La fanciullezza di Cassola «non era quella di un bambino, di un ragazzo felice»; la causa della sua infelicità può farsi risalire al fatto che, avendo fratelli molto più grandi di lui, si sentisse un po' nella situazione di figlio unico per i genitori; si aggiungano inoltre la sua indole, che lo induceva all'isolamento, il suo scarso spirito di iniziativa e la fervida immaginazione, che sarà negli anni giovanili la sua dote dominante. Come Cassola stesso scriverà nei suoi Fogli di diario, «... bastava un nome a emozionarlo, a mettergli in moto la fantasia, col risultato di allontanargli spesso e deprezzargli tutto ciò che sapeva di reale e obbediva a ragioni pratiche.»
Sempre nei Fogli di diario egli ci lascerà testimonianza di questo suo particolare modo di sentire, e infatti per lui aveva un senso, più di quello che vedeva, ciò che apprendeva indirettamente, magari solamente grazie all'evocazione di un nome. «Una volta mio fratello [...] disse qualcosa a proposito di un tale che andava tutti i giorni a Settecamini. Venni a sapere che Settecamini era vicino a Roma. Ora Roma mi pareva una città morta, appunto perché ci stavo. Malgrado ciò, quella borgata divenne per me un posto meraviglioso. Ci fantasticai per mesi. Settecamini! Non era un puro nome, si associava ad esso l'immagine di quel tale che ci andava in motocicletta. Ma supponiamo che mio fratello mi avesse detto: andiamo a Settecamini. Che magari mi avrebbe proposto di andare in motocicletta. Credo che avrei rifiutato. Perché? Perché sapevo in partenza che sarebbe stata una delusione. La Settecamini vista con i miei occhi non avrebbe mai posseduto l'incanto della Settecamini evocata dalle parole di mio fratello».
Carlo si rifugiava volentieri nei libri, che, già prima che imparasse a leggere, lo attiravano molto. «I libri mi attirarono quando ancora non sapevo leggere. Due voluminosi trattati di zoologia furono tra i primi a capitarmi fra le mani: uno era dedicato ai Mammiferi, l'altro agli Uccelli». Più tardi, quando ormai aveva acquisito la padronanza della lettura, lesse appassionatamente i romanzi d'avventura di Salgari e di Verne, che gli permettevano di immaginare vasti spazi geografici e incontri straordinari; leggerà anche le Poesie del Carducci, che gli riportavano alla mente le immagini della Toscana, con la Maremma,  (e Cecina dove passava ogni anno nel mese di luglio le vacanze quando era piccolo; ancora oggi nella casa vacanza a Marina di Cecina c'è una targa a sua memoria), e Chiarone, la Torre di Donoratico ed i cipressi di Bolgheri.

### L'educazione scolastica e le prime esperienze

Carlo Cassola giovane redattore de La penna dei ragazzi.

L'educazione scolastica del futuro scrittore fu regolare, anche se l'esperienza della scuola verrà in seguito considerata un fallimento, tanto da fargli scrivere, nel 1969, «Scuola di criminalità, ecco cos'è la scuola oggi, non solo da noi ma dappertutto. E la colpa risale alla cultura laica o religiosa che sia. A questa grande spacciatrice di droghe; a questo autentico oppio del popolo».
Nel 1927 Cassola cominciò a frequentare il liceo-ginnasio Torquato Tasso e nel 1932 s'iscrisse al liceo classico Umberto I, ma di quegli anni ricordava Pascoli quale sua unica lettura e che dai classici e dal modo in cui gli venivano insegnati ebbe solamente "disgusto". Per scoprire il piacere della letteratura e sentirla come una cosa viva, dovrà scoprire gli scrittori contemporanei, da solo o con l'aiuto di qualche amico. È quello l'anno in cui Riccardo Bacchelli pubblica Oggi, domani e mai, Antonio Baldini Amici miei e Leonida Répaci I fratelli Rupe, tutti libri che il giovane Cassola riesce a procurarsi.
Cassola negli anni del liceo frequentò i figli di Mussolini (era compagno di classe di Vittorio), Ruggero Zangrandi e Mario Alicata, e collaborò a una rivista studentesca, La penna dei ragazzi, fondata proprio da Vittorio. La rivista, che prese nel 1934 il nome di Anno XII per celebrare l'età fascista, terminò con Anno XIII, quando ormai i suoi promotori avevano finito il liceo. Fu proprio nel numero del 10 gennaio 1935 di Anno XIII che Cassola ebbe il primo riconoscimento come scrittore, anzi di poeta.
Nel 1933 assisté, nel cinema del quartiere dove viveva a Roma, alla prima proiezione del film À nous la liberté di René Clair, determinante per la sua maturazione artistica: «... cominciai a guardare il film con crescente interesse. Senza che me ne fossi accorto, ero mutato e avevo cominciato a guardare le cose in altro modo. Fu Piero Santi a farmelo capire: molto più tardi, nel luglio del 1935. Io ero un passatista; fu lui a farmi capire la bellezza dell'arte moderna».

#### L'adesione al Movimento Novista Italiano
Il 16 marzo 1933 Zangrandi, insieme con Vittorio Mussolini (che però presto si ritirerà) e altri cinque adolescenti, tra cui il quindicenne Cassola, aveva fondato un movimento che venne denominato «Novismo» di dissidenza giovanile antifuturista e che ebbe nel maggio il suo Manifesto; la presa di posizione suscitò immediatamente aspre reazioni sul settimanale «Futurismo» per le inevitabili implicazioni sul rapporto tra arte e politica e la pretesa dei futuristi di essere gli unici depositari della concezione di arte nel fascismo.
I giovani novisti risposero immediatamente ribadendo come sfida i loro principi e dichiarandosi un movimento di idee aperto a tutti i campi dell'attività umana e che rifiutava pregiudizi di ogni tipo. Cassola non solo partecipava alle riunioni dei novisti, ma le ospitava nella sua casa di via Clitunno a Roma, come ci racconta Ruggero Zangrandi, «Dalle prime adunate tenute in casa mia si era passati alle riunioni semiclandestine nella cantina di Carlo Cassola, in via Clitunno a Roma: un simbolo o, forse, la suggestione delle società carbonare, cui cominciavamo a ispirarci» e ancora «Ci proponevamo di affrontare problemi filosofici e ideologici di ogni sorta, discettavamo intorno alla pace, all'ordine sociale e internazionale, alla questione religiosa (eravamo ferocemente anticlericali) a quella sessuale, ecc.»
In quello stesso anno i giovani novisti decidono di prendere contatto con il mondo operaio: «Avevamo sedici o diciassette anni quando una inconscia smania di conoscere da vicino "i fratelli oppressi", di legarci con loro per una "rivolta sociale" che non aveva ancora, per noi, definizione politica ci spingeva ad andarli a cercare. Pietro Gadola, Carlo Cassola, Enzo Molajoni e io ci vestivamo a quel tempo dei nostri abiti più malandati e, con la barba incolta e i capelli in disordine, ci avventuravamo per i quartieri popolari di Roma, a tarda sera. Entravamo nelle osterie, nei luoghi più abbietti, timorosi e schifati. Ci capitava di imbatterci in gente strana, che la nostra fantasia, nutrita di letture russe, coloriva subito di nichilismo». Nel 1935, mentre nel paese stavano maturando grandi avvenimenti che porteranno alla guerra d'Etiopia, Cassola si iscrive alla Facoltà di Legge della Sapienza - Università di Roma dimostrando scarso entusiasmo per la guerra.
Nell'autunno di quello stesso anno, insieme a Cancogni e Giuseppe Lo Presti, Cassola dà vita ad uno dei vari nuclei antifascisti e alla fine dell'anno partecipa al congresso tenuto dai gruppetti minoritari antifascisti, dei quali fanno parte anche Mario Alicata, Bruno Zevi, Marcello Merlo, Giulio Marini, Pietro Gadola. Ben presto però la polizia individua i loro movimenti e cerca di farli rientrare ai Gruppo universitario fascista (GUF). Nasce in questo periodo l'amicizia con lo scrittore Piero Santi, cugino da parte della madre, con il quale intrattiene una fitta corrispondenza e al quale invia alcune sue poesie per averne un giudizio.
Sotto la guida del cugino la vocazione letteraria di Cassola viene a consolidarsi e anche la scelta delle letture a farsi più raffinata. Scrive Cassola: «Le nostre conversazioni s'erano svolte in luglio, al mare; in agosto, in campagna, decisi di diventare uno scrittore. Fu un periodo di letture frenetiche, perché Piero mi aveva detto che bisognava leggere almeno Huxley, Lawrence, Döblin e Dos Passos». Nel 1936 Cassola lascerà, insieme all'amico d'infanzia Manlio Cancogni, il gruppo dei novisti e scioglierà il piccolo partito che aveva fondato.
Conosce Rosa Falchi, nativa di Cecina, e si fidanza regolarmente. Sempre con Cancogni fa la sua prima esperienza giornalistica fondando un giornalino scolastico, intitolato Il pellicano, dedicato alla storia della letteratura e pubblicherà il suo primo scritto in prosa sulla Gazzetta di Messina intitolato Grande adunata. Sarà questo anche l'anno delle letture decisive per la sua formazione. Leggerà con passione soprattutto Joyce e proprio dalla scoperta di Joyce nascerà la prima formulazione della sua poetica: 
(; a Montanelli, 8 febbraio 1966)
All'inizio del 1937 proverà a cimentarsi anche con il cinema scrivendo il soggetto surrealista di un cortometraggio, Alla periferia che verrà prodotto dal Cineguf di Roma e verrà preso in considerazione alle gare dei Littoriali della Cultura e dell'Arte di Napoli. Proprio in questa occasione Cassola farà amicizia con Antonello Trombadori.

### I primi racconti
Tra il 1937 e il 1940 Cassola scrive i suoi primi racconti, che verranno raccolti e pubblicati nel 1942 nei due volumetti Alla periferia e La visita (uno di questi racconti, Paura e tristezza, uscirà nell'agosto del 1937 su Il Meridiano di Roma). Sin da questi primi racconti, come scrive Salvatore Guglielmino, «Cassola mira a cogliere in una vicenda o in un gesto quello che è il suo aspetto più autentico, l'elemento sia pur modesto e quotidiano che ci svela il senso di un'esistenza, il tono di un sentimento. Questo comporta un paziente scavo nella vicenda di ogni giorno per mettere in luce e ritrovare in essa una dimensione di poesia e di verità, che invece sfuggirebbe in una narrazione di tradizionale impianto realistico tutta ancorata - e limitata - a una rappresentazione fenomenica delle cose, a gerarchie di valori fra accadimenti importanti e secondari.»
Nel 1937 presta servizio militare prima alla Scuola Allievi Ufficiali di Spoleto e poi a Bressanone. Congedato, si laurea nel 1939 discutendo una tesi in Diritto civile, una scienza che non gli era mai piaciuta e che non lascerà nessun segno nella sua personalità culturale.
Nel 1939 Cassola inizia a frequentare un gruppo di intellettuali che gravitavano su Firenze tra i quali Romano Bilenchi, Franco Fortini, Franco Calamandrei, Ferruccio Ulivi, Paolo Cavallina, allora direttore della rivista Rivoluzione, e grazie a questi contatti riesce a pubblicare i tre racconti, La visita, Il soldato, Il cacciatore su la rivista Letteratura che furono segnalati da Giansiro Ferrata su "Corrente".
Da quel momento, Cassola inizia a collaborare alle riviste Corrente, Il Frontespizio, Letteratura e presto riceve l'invito di Alessandro Bonsanti di fargli pervenire tutti i racconti che scriveva. I racconti inviati verranno poi raccolti e costituiranno nel 1942 il volumetto La visita, nelle edizioni di Letteratura.

### La guerra e la resistenza
Insegna per due anni a Volterra dove vive la fidanzata con la quale il 26 settembre 1940 si sposa. Nel 1941 viene richiamato, dopo l'intervento dell'Italia in guerra, prima a Pisa e in seguito a La Spezia. Gli verrà dato l'ordine di far saltare Manarola nelle Cinque Terre ma disobbedisce ai comandi e riesce a sfuggire alla corte marziale grazie alla perdita, dovuta ai bombardamenti, della documentazione accusatoria. Nel 1942 partecipa ad un concorso per la Cattedra di Storia, Filosofia e Pedagogia nei licei classici e scientifici e negli istituti magistrali e inizia la sua attività di insegnamento prima a Foligno e poi a Volterra.
Dopo l'armistizio di Cassibile, Cassola inizia a prender contatti con i gruppi comunisti più attivi nel volterrano e insieme a loro partecipa alla resistenza con il nome di Giacomo, nella ventitreesima brigata garibaldina Guido Boscaglia, come capo della squadra Esplosivisti e di questa esperienza abbiamo testimonianza nel libro a carattere autobiografico, Fausto e Anna. Durante la Resistenza e i mesi di azione partigiana che trascorre nell'Alta Val di Cecina, a Berignone, Cassola ha modo di conoscere la gente del popolo, gli operai, i contadini, i taglialegna e quando ricomincia a scrivere sarà proprio di loro che parlerà e delle loro vicende.
Il ricordo della militanza partigiana ritorna nella dedica de L'ultima frontiera ai compagni della brigata Guido Boscaglia, ma tra tutti i luoghi di combattimento conserva più di tutti il ricordo del Berignone «... è un massiccio boscoso che, da Volterra, ha l'aspetto di un fortilizio. Io ne ho parlato in vari miei libri col nome di Monte Voltrajo».
In questi anni Cassola sospenderà momentaneamente la scrittura, si appassionerà alla poesia di Montale e conoscerà Giorgio Caproni. A Volterra, dove è sfollato, tiene, dal novembre 1944 al 19 settembre 1945, la cattedra di storia al liceo classico e di italiano e storia all'Istituto tecnico commerciale. Stabilitosi in seguito a Firenze per svolgere attività giornalistica, collabora con brevi racconti e articoli alla «Nazione del popolo», a «L'Italia socialista», al «Giornale del Mattino», a «Il Mondo» e accetta l'invito di Bilenchi a collaborare a «Società».

### Dopo la Resistenza
Dopo la Liberazione, avvenuta in Toscana, nell'agosto del 1944, lo scrittore si iscrive al Partito d'Azione nel quale rimane fino al suo scioglimento nel 1946. Dal 1942 al 1946 la produzione scritta di Cassola si interrompe ma nel 1946 egli riprende a scrivere e nello stesso anno pubblicherà in quattro puntate su Il Mondo, rivista quindicinale diretta da Bonsanti e Montale uscita a Firenze dopo la Liberazione, il racconto Baba, che contiene ormai pieni caratteri resistenziali.
Dal 1945 al 1949 Cassola fa parte della redazione de La Nazione del Popolo, rivista del Comitato Toscano di Liberazione, e collabora attivamente al Giornale del Mattino e a L'Italia Socialista. Dal 1948 al 1971 insegna storia e filosofia al liceo scientifico Marconi di Grosseto.

### Una svolta nella produzione letteraria
Il 1949 è per lo scrittore un anno di forte crisi umana e letteraria. Muore la moglie a soli 31 anni per un attacco renale e Cassola mette in discussione la poetica esistenziale sulla quale aveva basato, fino a quel momento, il suo lavoro di scrittore. Nasce, dal suo dolore e dai suoi ripensamenti letterari, un nuovo modo di scrivere che sfocerà in uno tra i suoi testi più validi Il taglio del bosco.
Il testo incontra però difficoltà per trovare un editore, fu infatti rifiutato da Botteghe Oscure, da Einaudi e uscì solamente nel 1950 su Paragone e in volume nel 1954 presso Fabbri. Anche Fausto e Anna non ebbe subito un esito positivo, esso fu rifiutato sia da Mondadori, sia da Bompiani e alla fine, ma dopo molte esitazioni, venne pubblicato da una collana sperimentale, I gettoni diretta da Vittorini e diede occasione ad una polemica sulla rivista Rinascita, dove, in una recensione, veniva dato un giudizio severo al racconto riguardo allo stile e lanciata un'accusa dal punto di vista ideologico e politico.
All'accusa, Cassola rispose con una lettera al Direttore di Rinascita respingendo il giudizio diffamatorio. Intervenne nella polemica Palmiro Togliatti, allora direttore della rivista, spostando la questione su di un piano generale e chiudendo pertanto la polemica riguardo alla quale Cassola così scriveva in una lettera a Indro Montanelli:
(A Montanelli, 8 febbraio 1966.)
Nel periodo che va dal 1953 al 1957 la narrativa è ormai il centro della carriera di scrittore di Cassola che, desideroso di essere libero da ogni norma precostituita, si appoggia ad una poetica che nasce dall'esperienza, sempre in lui molto viva, dell'antifascismo.

### Gli anni più fecondi
Cassola, che ormai dal 1948 si era trasferito a Grosseto e che nel frattempo si era risposato con Giuseppina Rabagli e aveva avuto una figlia, Barbara, conosce Luciano Bianciardi che faceva il bibliotecario nella Biblioteca Comunale di Grosseto e dalla sua amicizia e dalla sua collaborazione nasce uno studio sui minatori della Maremma pubblicato nel 1954 da Nuovi Argomenti e in seguito ampliato da Cassola (Bianciardi nel frattempo si era trasferito a Milano) e pubblicato nel 1956 nei Libri del tempo di Laterza.
Negli anni che vanno dal 1950 al 1956 lo scrittore collabora al Mondo e al Contemporaneo, esce Fausto e Anna (1952), scrive I vecchi compagni che esce da Einaudi nel 1953, appare sul Ponte La casa sul Lungotevere (1953), che prenderà poi il nome di Esiliati, inizia a scrivere La casa di via Valadier e Il soldato, esce da Nistri-Lischi a Pisa la seconda edizione del racconto Il taglio nel bosco (1955) che comprende anche una parte dei racconti de La visita, La moglie del mercante, Le amiche di Baba, esce sul Ponte Un matrimonio del dopoguerra e Il soldato, compie un viaggio in Cina,
del quale lascerà testimonianza nel suo Viaggio in Cina, Einaudi pubblica La casa di via Valadier che comprende anche Esiliati, Feltrinelli pubblica Viaggio in Cina, Laterza, I minatori della Maremma.
Nel maggio 1957 nasce la seconda figlia, Nora, che morirà, a soli sei mesi, di asiatica. Einaudi pubblica Un matrimonio del dopoguerra con il quale concorre al premio Marzotto senza però uscirne vincitore. Nel 1958 Il soldato, pubblicato da Feltrinelli, vince il Premio Salento, e nello stesso anno vede le stampe la seconda edizione riveduta di Fausto e Anna. Nel 1959 pubblica Il taglio del bosco. Racconti lunghi e romanzi brevi, con cui partecipa al premio Selezione Marzotto e lo vince.
Nel 1960 esce per Einaudi La ragazza di Bube che ebbe subito un grande successo di vendita. Con La ragazza di Bube Cassola vinse il Premio Strega. Gli viene offerto, nell'agosto dello stesso anno, di collaborare alla terza pagina del Corriere della Sera, ma Cassola è costretto a rifiutare perché troppo impegnato nella scrittura dei suoi romanzi. Firma, nel novembre, il Manifesto di solidarietà degli intellettuali italiani, promosso da Fortini e Vittorini, per sostenere la Dichiarazione dei 121 intellettuali francesi contro la guerra d'Algeria.
Nel gennaio del 1961 collabora alla trasposizione cinematografica della Ragazza di Bube ed in febbraio si recherà in Francia, dove nel frattempo era uscita la traduzione di Philippe du Seuil di Fausto e Anna con la prefazione di Fortini, Cassola ou la fidélité.

### La critica di Pasolini e delle nascenti avanguardie
Proprio in occasione della presentazione dei libri per il Premio Strega, Pier Paolo Pasolini che presentava quell'anno Italo Calvino, in un epigramma La morte del realismo (nel quale è evidente il continuo richiamo a Cassola), sosteneva il sopravvento dei "neopuristi", dei "socialisti bianchi", della "elezione stilistica" e denunciava la "restaurazione nello stile" e ricordava con nostalgia «l'impuro Realismo/ sigillato col sangue partigiano/ e la passione dei marxisti», rammentava il Realismo e la sua ideologia «nella luce della Resistenza», «Quando il fascismo era vinto,/ pareva vinto il Capitale».
Pasolini sostiene che al momento tutti si sentivano in dovere di dare il loro colpo al Realismo, ma che il colpo peggiore era stato proprio dato da Cassola perché era loro sembrato che egli fosse dalla parte del Realismo.
L'epigramma di Pasolini è un anticipo della reazione antineorealista che verrà da Edoardo Sanguineti nel Convegno del Gruppo 63 a Palermo che, in modo poco lusinghiero, parlava di "Liala '63" riferendosi a Cassola e a Giorgio Bassani.
L'accusa colpiva un Cassola già mutato rispetto allo scrittore di Fausto e Anna e de La ragazza di Bube ed egli iniziò, già dal 1961 ad operare una revisione nella sua visione letteraria ripudiando completamente tutto il periodo dell'impegno legato alla resistenza e ritornando alla primitiva poetica.

### Il ritorno alla vecchia poetica e la nuova produzione letteraria
La ripresa della vecchia poetica non può, comunque, non tener conto delle esperienze fatte negli anni cinquanta. In questo modo nasce un Cassola arricchito, ne è testimonianza Un cuore arido del 1961, che conserva, ma nello stesso tempo allarga, la misura del romanzo con tutte le tecniche di sviluppo dei fatti e dell'intreccio.
Nel 1962 diventa consigliere comunale socialista a Grosseto, dove continua ad abitare, e nello stesso anno lascia l'insegnamento. Da quel momento, tranne la collaborazione con i Fogli di Diario del Corriere della sera, egli si dedica solamente alla scrittura delle sue opere, dimostrando quello stesso disimpegno che aveva coinciso in gioventù con l'abbandono degli interessi politici.
Nel marzo del 1963 inizia un Diario manoscritto sul quale appunta, in modo meticoloso, le traduzioni delle sue opere da un lato e dall'altro le date della redazione, riscrittura, ripulitura e copiatura dei testi. Durante l'estate acquista del terreno a Marina di Castagneto e fa costruire una casa in mezzo ai pini. Diventa così vicino di casa di Indro Montanelli. Esce intanto nelle sale il film La ragazza di Bube girato da Luigi Comencini con Claudia Cardinale e George Chakiris che Cassola vedrà a Firenze nel febbraio del 1964.
Pubblica nell'autunno, presso Einaudi, Il cacciatore e riprende a scrivere il racconto Angela che concluderà nel luglio del 1966 attribuendogli il titolo La maestra. Nel 1965 fa un viaggio in Scandinavia e al rientro verrà pubblicato, nella nascente collana degli Oscar Mondadori, il romanzo La ragazza di Bube. Nel 1966 esce da Einaudi Tempi memorabili. In maggio si reca a Londra e a Parigi per presenziare un pubblico dibattito con alcuni rappresentanti del nouveau roman e della nouvelle critique che però non ha felice esito a causa di incomprensioni reciproche sul fatto di fare letteratura.
In luglio si reca in Inghilterra insieme alla famiglia per un viaggio di piacere e a novembre va in Germania. Nei primi mesi del 1967 fa un viaggio in Francia e si reca in varie città d'Italia per le presentazioni dei suoi libri. La RAI, con il suo consenso, trasmette a puntate Fausto e Anna ed esce da Einaudi Storia di Ada che comprende La maestra e che rientrerà tra i primi cinque del premio Campiello.
Nel 1968 vede finalmente la luce Ferrovia locale e l'autore, in una lettera a Daniele Ponchiroli, scrive:
(a Ponchiroli, 17 gennaio 1968)
Esce come supplemento estivo, sulla rivista femminile Amica, Un matrimonio del dopoguerra e la collaborazione con il Corriere della sera diventa stabile fino al 1973 con la rubrica Fogli di Diario e con articoli vari, ma in modo irregolare, fino al 1978. Nel 1969 pubblica Una relazione dal quale verrà tratto, nel 2004, il film L'amore ritrovato con la regia di Carlo Mazzacurati. Con il romanzo Una relazione vince nel 1970 il Premio Napoli.
Nel 1970, pubblica da Einaudi il lungo romanzo Paura e tristezza, con il quale si chiude la terza fase della sua scrittura e se ne apre una nuova.
(a Fortini, 12 gennaio 1970)
Nel 1971 lo scrittore, colpito da grave crisi cardiaca, viene ricoverato all'ospedale Gemelli di Roma dove gli viene diagnosticata una malattia degenerativa. Dimesso dall'ospedale dopo due mesi, si trasferisce da Grosseto a Marina di Castagneto Carducci dove, ripresosi, nella tranquillità del luogo continua la sua attività scrivendo e pubblicando a ritmo frenetico, molte altre opere.
Nel 1972 esce negli Oscar Ferrovia locale, nel 1973 pubblica da Rizzoli Monte Mario e, sempre per Rizzoli, con Mario Luzi, Poesia e romanzo. Il 16 maggio dello stesso anno inizia la stesura di Gisella che terminerà il 19 ottobre e il 16 dicembre inizia a scrivere un nuovo romanzo, L'antagonista. Con Monte Mario entra nella rosa del Premio Selezione Campiello, riconoscimento al quale teneva molto, come scrive a Marabini nel 1973.
(a Marabini, 1º giugno 1973)
Nel 1975 esce da Rizzoli Troppo tardi che era stato concluso già nel 1971 nella versione intitolata Fratello e sorella. Progetta intanto un settimanale di discussione politica che vorrebbe intitolare L'impegno e contatta Fortini, Caproni, Moravia, Calvino, Leonetti, Garboli, Testori, Sciascia, Siciliano, Parronchi e altri, ma il progetto non si conclude. Nel 1976 si dedica alla scrittura di saggi e scrive L'intelligenza e il potere e Il vecchio e il nuovo che verranno poi a far parte, dopo poco, del volume Il gigante cieco che esce da Rizzoli insieme all'altro libro, L'ultima frontiera, nel quale esprime la sua posizione politica antimilitaristica. Sempre in questo anno esce presso Rizzoli L'Antagonista con il quale otterrà il premio Bancarella.

### La campagna antimilitaristica e gli ultimi scritti
Nel 1977, sempre da Rizzoli, esce La disavventura che gli fa vincere il premio Marina di Camerota ex aequo con Malacqua di Nicola Pugliese e L'uomo e il cane con il quale vince il premio Bagutta. Continua nel frattempo la programmazione letteraria sul Diario. Riceve la proposta di Guido Davico Bonino per una riduzione radiofonica di Un cuore arido di cui la RAI aveva acquistato i diritti, ma rifiuta. Andrà invece in onda, il 26 luglio, su Radio Uno l'adattamento radiofonico di Fausto e Anna a cura di Giuseppe Lazzari. In questo stesso anno fonda la «Lega per il Disarmo» e ne assume la presidenza. Da questo momento inizia, tra forti polemiche, una stretta campagna per sensibilizzare l'opinione pubblica tenendo incontri e numerose conferenze; invita gli amici a sottoscrivere un «Appello degli uomini di cultura per il disarmo unilaterale dell'Italia».
Porta intanto avanti il piano di lavoro per una trilogia avveniristica e nel 1978 verranno pubblicati da Rizzoli Il superstite, Il nuovo Robinson Crusoe, La lezione della storia e Un uomo solo. I rapporti con la casa editrice Rizzoli si stanno però guastando perché Cassola si lamenta che i suoi ultimi scritti non vengono valorizzati e cerca un altro editore. Ferragosto di morte e Un uomo solo finiranno infatti con un diverso editore. Il 30 aprile si inaugura a Firenze il Congresso per la costituzione ufficiale della Lega per il disarmo unilaterale dell'Italia ma le sue condizioni di salute si aggravano e si rompe l'amicizia con Cancogni che non ha voluto sostenerlo per la proposta di disarmo. Decide intanto di trasferirsi in campagna a Montecarlo di Lucca
come aveva sempre desiderato:
(a Cancogni, 2 ottobre 1959)
L'8 gennaio partecipa alla trasmissione televisiva Acquario di Maurizio Costanzo e il 4 luglio inizia a scrivere il romanzo L'amore tanto per fare che terminerà l'8 settembre. Rizzoli pubblica Il paradiso degli animali (Diario). Va nel frattempo in onda, trasmessa da Radio Uno, la sceneggiatura radiofonica di Un cuore arido a cura di Mauro Pezzati. Per la «serie di romanzi politici» pubblica da Rizzoli La morale del branco e Il ribelle, mentre Ferragosto di morte e Contro le armi verranno pubblicati per i tipi di Ciminiera.
A febbraio assume la direzione, con Francesco Rutelli, del mensile L'Asino, interrotto al n. 7/8; sulla rivista esce a puntate l'inserto L'amore tanto per fare. Nel 1981 escono da Rizzoli il romanzo storico La zampa d'oca e L'amore tanto per fare, e in quello stesso anno Cassola fonda il Comitato promotore di un Convegno di intellettuali sul problema della fine del mondo, convegno che si terrà a Firenze l'anno seguente.
Nel 1982 Cassola rinnova il contratto con Rizzoli, che pubblica Gli anni passano, continuazione de La ragazza di Bube e Colloquio con le ombre mentre da Ciminiera Il mondo senza nessuno. Nel mese di maggio si reca a Riva di Solto (lago d'Iseo) per curarsi ma le cure non gli giovano e in maggio ritorna a Montecarlo. Nel 1983 viene dato alle stampe da Rizzoli Mio padre e La rivoluzione disarmista, mentre presso la casa editrice Pananti esce Due racconti.

### L'ultimo periodo di vita
Nel 1984 il suo stato di salute peggiora; così scriverà a Giampieri:
(a Giampieri, 23 aprile 1984)
Collabora a «Paese sera» con l'articolo del 10 settembre Reagan contro Mondale e nella rubrica Controcanto pubblica racconti e articoli letterari di carattere sempre più accentuatamente politico, spesso non scritti da lui. Nel 1985 Pananti pubblica Le persone contano più dei luoghi e il 1º marzo del 1986, a Montecarlo di Lucca, Cassola si sposa con Pola Natali, sua terza moglie, amante degli animali e conosciuta nel 1974 al convegno su Collodi tenutosi a Pescia. Nel 1984 Pananti pubblica Le persone contano più dei luoghi, continuazione di Un cuore arido. Il 29 gennaio del 1987, còlto da un collasso cardiocircolatorio, muore a Montecarlo di Lucca.
(congedo di Mario Capanna in Letteratura e disarmo, p. 114)

## Poetica
Carlo Cassola, pur vivendo nel periodo del neorealismo, non ne accettava completamente la poetica, giacché riteneva che l'uso del linguaggio popolare, vale a dire del dialetto, fosse da condannare in ambito letterario; lo scrittore si considera un realista, ma rifiutava l'approccio del naturalismo e la ricerca degli "spaccati sociali" tipici del neorealismo.

## Analisi delle opere
Scrive Giacinto Spagnoletti, «È difficile sintetizzare in poche pagine il fecondissimo lavoro narrativo di Carlo Cassola; innanzitutto per le differenze tematiche e stilistiche a cui va incontro, ma soprattutto per l'enorme distacco che separa la produzione giovanile, quella della maturità, e l'ultimissima. Scrittore che, per l'ardua pulizia formale delle origini, lo strenuo e accanito rivolgersi a semplici trame (quasi sempre aventi a protagoniste delle donne), rappresentò per tutti gli anni cinquanta e nel seguito un'alternativa tanto alla letteratura engagèe, dapprima, quanto a quella uscita dalla neoavanguardia dopo.»
Si può dividere l'opera narrativa di Cassola in quattro periodi: il primo periodo, che rifiuta la narrazione di tipo realistico, si colloca tra il 1937, anno di stesura di alcuni dei racconti della Visita, e il 1949, anno di stesura del Taglio nel bosco anche se già nel 1946, con Baba, si individua l'impegno futuro a trattare temi politici; il secondo periodo, che situato cronologicamente nel momento del neorealismo ne risente l'influenza, «Sia pure intesa in una maniera assai personale, siamo in un tipo di narrativa impegnata, in cui il tempo coincide con la storia, i personaggi partecipano alle lotte politiche e le loro vicende prendono inizio da un fatto preciso per giungere alla conclusione.», il terzo periodo nel quale lo scrittore rinnega il periodo precedente e ritorna alla poetica del primo periodo e un quarto periodo, tra il 1980 e il 1987, che si può definire dell'antimilitarismo.

## Cassola e il cinema
Dal suo romanzo La ragazza di Bube (1960), che ricevette il Premio Strega, fu realizzato nel 1963, da Luigi Comencini, il film omonimo, con Claudia Cardinale e con George Chakiris.
Sempre nel 1963, dal racconto La visita, il film diretto da Antonio Pietrangeli. Nel 2004 Carlo Mazzacurati ha tratto un film, L'amore ritrovato, dal racconto Una relazione, che era stato già citato al cinema in quanto il cognome del protagonista (Mansani) è stato volutamente utilizzato da Paolo Virzì per personaggi dei suoi film: Ovosodo e La prima cosa bella.

## Critica
Le linee interpretative della critica riguardanti le opere di Cassola sono fondamentalmente quattro e vanno dalla considerazione dei singoli testi con il taglio della recensione alla misura più ampia del saggio o della monografia.
La prima linea interpretativa si dimostra interessata soprattutto a definire, attraverso i contenuti, la tematica esistenziale di Cassola; la seconda affronta in modo più diretto i rapporti dell'intellettuale Cassola con la storia e la società contemporanea; la terza analizza la disponibilità dell'opera cassoliana nei confronti del Novecento europeo e la quarta privilegia la sfera linguistica valutandone le procedure scritturali adottate.
- «L'opera di Cassola esige molta intelligenza. Cassola secondo me è uno degli scrittori più difficili che ci siano. È stato accusato di facilità, e questo dimostra appunto la ottusità di chi ha pronunziato questo giudizio. È uno scrittore molto difficile, non nel senso della testualità apparente, ma nel senso della giustezza dell'ascolto. La sua prosa è apparentemente dimessa, apparentemente rinunciataria, quasi dimissionaria riguardo alle complessità retoriche dello stile, ma invece nei momenti alti tutta vibrante e tutta risonante in una sfera molto precisa di sensibilità. Io a distanza di tanti anni, che sono stati anni di obliterazione e di parziali recuperi, sono venuto qui per riconfermare tutte le ragioni che mi hanno avvicinato a lui, che mi hanno fatto sentire una intensità espressiva e una castità espressiva congiunte che invano avrei cercato in altri scrittori che pure mi erano cari»[39]
- «Come Morandi, anche Cassola ha orrore della retorica. Nei confronti dei sentimenti semplici, elementari, egli ha la medesima nostalgia, intrisa di sfiducia, che lo fa tornare con sempre rinnovato slancio ai grandi classici, francesi e russi dell'Ottocento... Nel Taglio del bosco, non meno che nella Visita, vige la poetica in base a cui nulla accade, veramente, che possa essere raccontato, e ogni sentimento, per quanto profondo e doloroso sia, in realtà è ineffabile».[40]
- «Generalmente i personaggi di Cassola si configurano in una attitudine schiva e come sospesa: non vinti né vincitori di fronte alla vita, ma toccati profondamente dall'esperienza in forme ch'essi non prevedevano e che perciò li fanno perplessi e come interdetti. La crisi li coglie gradatamente ma li rivela a distanza e quasi di colpo, per l'improvviso maturarsi della coscienza. E nel farsi della realtà essi si trovano alla fine vincolati al vivere, alla società, alla temperie storica come seme che nel suolo si pianta. Cioè, la realtà che Cassola dispone come dimora e scena per i suoi attori, anche se di ampia e articolata prospettiva, non li sviluppa interamente e non li esaurisce. Ciascuno di essi ha bisogno di un'ulteriore integrazione, che va rinvenuta nell'interiorità morale, e che di volta in volta sarà sgomento, rimpianto, disincanto, sogno o speranza: ciò che noi chiamiamo elegia»[41]
- «Cassola ha, nel quadro della nostra narrativa, un'importanza notevole. In primo luogo, per la felice scelta di un linguaggio medio al quale è saputo restare fedele, salvi gli aggiustamenti cui lo hanno consigliato l'esperienza e il mutare dei gusti. Un mezzo espressivo che aderisce in modo sensibile al suo mondo di esseri semplici, rendendone le sfumature dialettali e gergali, senza inutili verghismi, ma con una pietas intellettiva di recuperi, di annotazioni, di resa emotiva che pochi riscontri trovano nella odierna narrativa. In secondo luogo poi, per aver saputo condurre avanti una sua idea di letteratura subliminare che ha indotto la pagina a eludere sia le strette di una estroversione oggi improponibile, sia i mali più evidenti di un neorealismo di maniera, riscattando sempre, per la levità di tocco, per il saper vedere al di là della superficie opaca delle cose e degli uomini, un riflesso dello splendore eterno che le une e gli altri anima. (...) Altro merito di Cassola è quello di aver saputo cogliere la vita nel suo divenire, quasi sempre senza inutili minuzie di analisi, ma solo per la felicità della scelta di alcuni elementi costitutivi: gli interni proletari o borghesi, le speranze, le delusioni, le ripicche di un mondo che, osservato da vicino, appare meno grigio, meno avaro di suggestioni di quanto a prima vista parrebbe. Di aver creato insomma, dell'esistenza di ogni giorno, un poema tra i più alti di questi ultimi venti anni; un poema in prosa che ha la possibilità di durare proprio per la già vista, quasi costante, lontananza e compromissione con le ideologie".»[42]
- «La rappresentazione narrativa di Cassola costituisce un esempio di rapporto con la realtà che nulla ha a che vedere con le strutture del realismo, nelle sue originarie manifestazioni ottocentesche come nei revivals contemporanei: in questa scrittura così indeterminata, di una chiarezza cercata con tanto accanimento, non viene fotografata la realtà esterna, non viene trascritto il mondo com'è, né si attua la fedeltà naturalistica ai dati, al parlato. Della realtà Cassola rifiuta, nell'a priori della sua costruzione narrativa, tutto ciò che di troppo particolare, specifico, locale vi può essere; dai personaggi rimuove tutto ciò che è individuale, determinato; il mondo dei suoi racconti è costituito da una realtà sublimata da nozione locale e limitata a comunicazione generale e diffusa, a discorso comune (...). »[43]
- «Il meglio di Cassola si ha quando il respiro e il flusso esistenziali passano all'interno dei suoi personaggi, identificandosi con la loro umile consapevolezza umana e con il loro destino. Attraverso minime e struggenti dislocazioni reali o pensate, o attraverso la fissità apparente della loro condizione Anna di Fausto, Rosa Gagliardi, l'uomo del Taglio del bosco, Anna del Cuore arido misurano gli acquisti e le perdite della loro vita sul metro della vita stessa, così com'è stata e sarà per tutti, così come è in se stessa. Più si adeguano al suo ritmo e respirano del suo stesso respiro, più modificano la nozione tradizionale di personaggio evitando de definirsi, di chiudersi: e così la continuità e il flusso non sono intaccati, forzati e tanto meno arrestati; sono anzi propiziati dai casi e dai pensieri che impercettibilmente fanno diventare sempre più adulte quelle persone e le fanno assomigliare sempre più al volto anonimo della vita»[44]
- «Cassola nega che i grossi fatti della storia gli siano indifferenti o siano assenti nei suoi racconti; ma la storia, egli dice, lo interessa quando viene a casa sua e non quando, storicamente, si presenta come il tutto, come una sorta di iper-soggetto che comprende e travolge il destino dei singoli. Si prendano il fascismo e la Resistenza; essi non vengono entificati, non vengono astratti in un senso staccato dalle sorti individuali, da come ciascuno per sé li visse e li sentì, per cui il fascismo è l'umiliazione e il grigiore in cui vissero i vecchi compagni, e la Resistenza è la condizione amletica tra esaltazione e depressione in cui la vive Fausto o l'utopia della violenza in cui la vive Bube; e la restaurazione che le succedette è l'attesa di Mara che sconta nella sua pazienza, maturata nelle prove della vita, le grandi lotte della storia. Su questi fondamenti ideologici, i romanzi di Cassola si presentano come veri antiromanzi.»[45]

## Riconoscimenti
- 1959 - Grifone d'oro : "Per aver illustrato in quadri di mirabile narrativa, apprezzati in Italia e all'estero, ambienti e personaggi della Maremma. Nelle pagine scritte da Cassola - si può dire - rimarrà nei secoli anche una immagine artistica della nostra terra e della nostra gente."[46]

## Opere

### Narrativa
- Alla periferia, Edizioni de «Il fiore». Narrativa II, (collezione di «Rivoluzione»), Firenze 1942 (contiene Paura e tristezza, Alla periferia, Pensieri e ricordi su Monte Mario, Il mio quartiere, Diario di campagna, Gli amici, Storia e geografia, La vedova del socialista, L'orfano, Ornitologia).
- La visita, Parenti (collezione di«Letteratura»,'42), Firenze 1942 contiene La visita, I due amici, Tempi memorabili, Ferrovia locale, Monte Mario, Il soldato, Il cacciatore, Dànroel, Il ritorno dei marinai, Terra di Francia, Bandiera rossa, Sogno invernale, Studenti, Franceschino, Giorgio Gromo, Al polo)
- La moglie del mercante, in Botteghe oscure, 1949.
- Fausto e Anna, Collana I gettoni n.8, Torino, Einaudi, 1952. Einaudi («Supercoralli»), Torino 1958; Mondadori («Il bosco», 175) 1966; Mondadori («Oscar, 360») Milano 1971; con prefazione di Giorgio Bàrberi Squarotti, Edito-service S.A., Ginevra 1972; con introduzione di Mario Luzi, Rizzoli («BUR», 87), Milano 1975; a cura di Miriam Galiberti, Sansoni («Leggere a scuola», Firenze 1979.
- I vecchi compagni, Collana I gettoni n.19, Torino, Einaudi, 1953; con introduzione di Giuliano Gramigna, Rizzoli («BUR»,319), Milano 1979 (contiene anche Un matrimonio del dopoguerra).
- Il taglio del bosco, Fabbri («Narrativa italiana»), Milano 1953 (contiene La moglie del mercante, Le amiche, Il taglio del bosco). Pisa, 1955; Torino, Einaudi, 1959.
- Il taglio del bosco. Venticinque racconti, Nistri-Lischi («Il Castelletto. Collana di romanzi italiani», Pisa 1955 (in realtà contiene ventisei racconti: Paura e tristezza, I due amici, La visita, Ferrovia locale, Il soldato, Il cacciatore, Monte Mario. Dànroel, Il ritorno dei marinai, Terra di Francia, Bandiera rossa, Plotino, Franceschino, La moglie del mercante, Clerici, Romolo, Tricerri, L.C., Relazione di Giacomo sulla Svizzera, Decadenza di «Jack», Incontro sullo sdradale, Il Settentrione, Il caporale Sbrana, Baba, Le amiche, Il taglio del bosco).[47]
- La casa di via Valadier, Collana «I Coralli», 72, Torino, Einaudi, 1956; Mondadori («Oscar», 165), Milano 1968 (contiene anche Esiliati); Einaudi («I Nuovi Coralli»,7) Torino 1971; con introduzione di Geno Pampaloni, Rizzoli («BUR», 270), Milano 1979 (contiene anche Esiliati).
- Un matrimonio del dopoguerra , Collana I Coralli n. 82, Torino, Einaudi, 1957 (in copertina dipinto "Tetti al sole" di Roberto Sernesi) .
- Il soldato, Milano, Feltrinelli, 1958 (contiene anche Rosa Gagliardi).
- La ragazza di Bube, Torino, Einaudi, 1960.
- Un cuore arido, Collana SuperCoralli, Torino, Einaudi, 1961.
- La visita, Torino, Einaudi, 1962 (raccoglie i precedenti La visita, Alla periferia e La moglie del mercante).
- Il cacciatore, Collana I Coralli, Torino, Einaudi, 1964.
- Tempi memorabili, Collana I Coralli n. 229, Torino, Einaudi, 1966.
- Storia di Ada, Collana SuperCoralli, Torino, Einaudi, 1967.
- Ferrovia locale, Collana SuperCoralli, Torino, Einaudi, 1968.
- Una relazione, Collana SuperCoralli, Torino, Einaudi, 1969.
- Paura e tristezza, Collana SuperCoralli, Torino, Einaudi, 1970.
- Monte Mario, Milano, Rizzoli, 1973.
- Gisella, Milano, Rizzoli, 1974.
- Troppo tardi, Milano, Biblioteca universale Rizzoli, 1975.
- L'antagonista, Milano, Rizzoli, 1976.
- La disavventura, Milano, Rizzoli, 1977.
- L'uomo e il cane, Milano, Rizzoli, 1977.
- Un uomo solo, Milano, Rizzoli, 1978.
- Il superstite, Milano, Rizzoli, 1978.
- Il paradiso degli animali, Milano, Rizzoli, 1979.
- Vita d'artista, Milano, Rizzoli, 1980.
- Ferragosto di morte, Reggio Emilia, Ciminiera, 1980.
- Il ribelle, Milano, Rizzoli, 1980.
- La morale del branco, Milano, Rizzoli, 1980 (contiene Il dinosauro risvegliato, La lucertola cambia casa, Il falco defraudato, L'egoismo del bue, La morale del branco, Le carte geografiche, La comunità dei camosci e degli stambecchi, Gli amori della ghiandaia, Zabaiòn!, Mare, cielo e campagna, Davanti a una torre normanna, I castelli della Lunigiana, Sacrifici inutili, Buio e nebbia, Vacanza in Sardegna, La vicinanza è deleteria, La guerra greco-gotica, Spartaco, L'origine comune della società e dell'esercito).
- La zampa d'oca, Milano, Rizzoli, 1981.
- L'amore tanto per fare, Milano, Rizzoli, 1981.
- Colloquio con le ombre, Milano, Rizzoli, 1982 (contiene Colloquio con le ombre, Il leone fuggito, Il coleottero, La morte del figlio di Gostino, Al caffè, Vieri, Una vita).
- Il mondo senza nessuno, Marmirolo, Ciminiera, 1982.
- Gli anni passano. La ragazza di Bube vent'anni dopo, Milano, Rizzoli, 1982.
- Mio padre, Milano, Rizzoli, 1983 (contiene Mio padre, Confessione d'una debolezza, Romano, Dante, Beppe, Piero, Baba e Lidori, I pericoli peggiori corsi da partigiano, Cecina e Volterra, Grosseto, L'uva).
- Le persone contano più dei luoghi, Firenze, Pananti, 1985 (contiene anche Paura della morte).

### Saggistica e prose varie
- I minatori della Maremma, con Luciano Bianciardi, Bari, Laterza, 1956.
- Viaggio in Cina, Milano, Feltrinelli, 1956.
- Poesia e romanzo, con Mario Luzi, Milano, Rizzoli, 1973.
- Fogli di diario, Milano, Rizzoli, 1974.
- Ultima frontiera, Milano, Rizzoli, 1976.
- Il gigante cieco, Milano, Biblioteca universale Rizzoli, 1976.
- La lezione della storia, Milano, Biblioteca universale Rizzoli, 1978.
- Carlo Cassola: letteratura e disarmo. Intervista e testi, a cura di Domenico Tarizzo, Milano, A. Mondadori, 1978.
- Contro le armi, Marmirolo, Ciminiera, 1980.
- Cassola racconta, a cura di Pietro Poiana, Marmirolo, Ciminiera, 1981.
- Il romanzo moderno, Milano, Rizzoli, 1981.
- Diritto alla sopravvivenza, Torino, Eurostudiopocket, 1982.
- La rivoluzione disarmista, Milano, Biblioteca universale Rizzoli, 1983.
- Il mio cammino di scrittore, con illustrazione di Venturino Venturi, Pananti, Firenze 1984 (edizione fuori commercio di 300 esemplari numerati).
- Disarmo o barbarie, con Angelo Gaccione, a cura di Bruno Zanotti, postfazione di Cesare Medail, Trento, New Magazine, 1984.

### Scritti sparsi
- La donna del poeta; Morte dell'adolescente; Pioggia di fin d'agosto (poesie), «Almanacco 1935, Anno XIII», II, pp. 225–9.
- La buona morta e Andare di sera per la città con gli occhi socchiusi (poesie), «Il pensiero dei giovani - La Gazzetta», Messina, 30 marzo 1936.
- Soffioncino (poesia), «Il pensiero dei giovani - La Gazzetta», Messina, 30 marzo 1936.
- Giardino pubblico (poesia), «Il pensiero dei giovani - La Gazzetta», Messina, 27 aprile 1936.
- Grande adunata (prosa), «Il pensiero dei giovani - La Gazzetta», Messina, 11 maggio 1936.
- Andavamo ansiosi di respirare e  Mediocrità dei sensi (poesie), «Il pensiero dei giovani - La Gazzetta», Messina, 8 giugno 1936.
- Ritornello (prosa), «Il pensiero dei giovani - La Gazzetta», Messina, 22 giugno 1936. Poi in Sergio Palumbo, L'impetuosa giovinezza di antiborghesi senza rimedio, EDAS, Messina, 1999.
- Tre poesie (Momento 13 maggio 1936; Nella valle, 27 gennaio 1937; Figura, maggio 1936), «La Ruota», 28 febbraio 1937, pp. 24–5.
- Uomini sul mare, «Il Meridiano di Roma», XV, 2 maggio 1937, p. VI.
- Paura e tristezza. Racconto, «Il Meridiano di Roma», XV, 26 settembre 1937, p. VII. Poi, con Tempi memorabili e I due amici, «Letteratura», IV, 3, luglio-settembre 1940, pp. 35–44, e in Alla periferia.
- Tre racconti. La visita, Il soldato, Il cacciatore, «Letteratura», III, 4, ottobre-dicembre 1939, pp. 42–9.
- Ferrovia locale, «Rivoluzione», II, 4, 5 marzo 1940, p. 5.
- Dànroel, «Corrente», III, 5, 15 marzo 1940, p. 3.
- Il ritorno dei marinai, «Frontespizio», XII, 3, marzo 1940, p. 160.
- La casa di campagna, «Corrente», III, 9,15 maggio 1940, p. 5.
- Terra di Francia e Sogno invernale, «Il Frontespizio», XII, 3, marzo 1940, p. 160.
- Bandiera rossa, «Il Frontespizio», 6, giugno 1940, p. 324.
- Le ballerine, «Il Frontespizio», XII, 6, giugno 1940, p. 324.
- Tempi memorabili, I due amici, 'Paura e tristezza, «Letteratura» IV, 3, luglio-settembre 1940, pp. 35-44.
- Rynton Pem, «Il Frontespizio», XII, 10, ottobre 1940, p. 662.
- Tre frammenti, «Il Frontespizio», 12, dicembre 1940, p. 662.
- il gioco, «Oggi», III, 1, 4 gennaio 1941, p. 18.
- Racconti (Giorgio Gromo; Inizio di un racconto; Monte Mario), «La Ruota», II, serie III, 1º gennaio 1941, pp. 26-9.
- Gli scherzi. Racconto, «Oggi», III, 5, 1º febbraio 1941, p. 5. Poi in Alla periferia.
- Diario di campagna, «Rivoluzione», III, 7-9, 20 febbraio 1941, p. 5. Poi in Alla periferia.
- La lite. Racconto, «Oggi», III, 12, 22 marzo 1941, p. 10.
- Ricordi senza importanza, «Ansedonia», III, III, 2 marzo 1941, pp. 26-7.
- Viaggio in città, «Lettere d'oggi», III, 3, aprile 1941, pp. 41-2.
- L'amico perfetto. Racconto, «Oggi», III, 20, 17 maggio 1941, p. 14. Poi in Alla periferia.
- Frammento, «Il Campano», maggio 1941.
- La vedova del socialista, «Oggi», III, 25, 21 giugno 1941, p. 14. Poi in Alla periferia.
- Contrasti, «Oggi», III, 28, 12 luglio 1941, p. 14.
- Il noce e l'olivo, «Oggi», III, 20, 17 maggio 1941, p. 10.
- Pensieri e ricordi su Monte Mario, «Letteratura», V, 3, luglio-settembre 1941, pp. 62-5. Poi in Alla periferia.
- Il denaro. Racconto, «Oggi», III, 43, 25 ottobre 1941, pp. 12-3.
- Gli amici, «Rivoluzione», III, 1-2-20 novembre 1941, p. 4. Poi in Alla periferia.
- Tre romanzi, «Rivoluzione», III, 3, 5 dicembre 1942, p. 16.
- Gli adolescenti, «Oggi», IV, 2, 10 gennaio 1942, p. 16.
- Grosseto come Kansas City, «Il Mattino dell'Italia Centrale», 10 novembre 1948, p. 3.
- Una Maremma verde, «Il Mondo», III, 33, 18 agosto 1951, p. 5.
- Tre studiosi locali, «Il Mondo», IV, 3, 19 gennaio 1952, p. 5.
- Il Santo dell'Amiata, «Il Mondo», IV, 11, 15 marzo 1952, p. 5.
- I nababbi del sottosuolo, «Il Mondo», IV, 27, 5 luglio 1952, p. 5.
- I localisti, «Il Mondo», V, 6, 7 febbraio 1953, p. 12.
- Marxismo e cinema, «Il Mondo», V, 17, 25 aprile 1953, p. 5.
- La riforma agraria in provincia di Grosseto, «Comunità», VII, 19, giugno 1953, pp. 16-20.
- La cultura in provincia, «Comunità», VII, 21, novembre 1953, pp. 34-35.
- Gli inizi del fascismo in Maremma, con Luciano Bianciardi, «Comunità», VII, 23, febbraio 1954, pp. 32-36.
- La strage di Niccioleta, «Il Contemporaneo», I, 1, 27 marzo 1954, p. 6.
- Il clima di una tragedia, «Il Nuovo Corriere - La Gazzetta», 5 maggio 1954, p. 1.
- La guerra della Montecatini, «Il Contemporaneo», I, 8, 15 maggio 1954, p. 7.
- I minatori maremmani, con Luciano Bianciardi, «Nuovi Argomenti», 8, maggio-giugno 1954, pp. 1-34.
- Biografie di minatori della Maremma, con Luciano Bianciardi, «Nuovi Argomenti», 14, maggio-giugno 1955, pp. 111-133.
- Problemi di lavoro e di libertà nella miniera di Boccheggiano, «Il Nuovo Corriere - La Gazzetta», 24 giugno 1955, p. 2.
- Una vita, in Antologia del Campiello millenovecentosessantasette. Antonio Barolini, Carlo Cassola, Gino De Sanctis, Giuseppe Mesirca, Luigi Santucci, Venezia, Scuola grafica del Centro arti e mestieri della Fondazione Giorgio Cini, 1967, pp. 36–53. Poi in Colloquio con le ombre.
- Introduzione a  Renato Fucini, Le veglie di Neri, a cura di Marcello Ciccuto, Milano, Rizzoli, 1979, ISBN 978-88-17-15320-1.
- Il leone fuggito, Firenze, Pananti, 1981 (edizione fuori commercio di 150 esemplari numerati). Poi in Colloquio con le ombre.
- Due racconti, Pananti, Firenze, 1983 (edizione fuori commercio di 300 esemplari numerati). Poi in Mio padre.